# Râul Kama
Râul Kama are a lungime de 1.805 km, fiind cel mai lung afluent al fluviului Volga, Rusia.

## Orașe traversate
- Solikamsk
- Beresniki
- Perm
- Sarapul
- Ciaikovski
- Nabereschnyje Tschelny
- Nischnekamsk
- Tschistopol

## Lacuri de acumulare
- Barajul Kama (Kamskoje; Kama de Sus) (1.915 km²)
- Barajul Votkinsker, (1.120 km²)
- Barajul Nijekamsker (Barajul de Jos Kama), [2.580 km² ( 3.490 km²), 45 miliarde m³]
- Vărsare in: Lacul Kuibîșev (6.450 km², 58 miliarde m³)